# Choerolophodontidae
A Choerolophodontidae az emlősök (Mammalia) osztályának ormányosok (Proboscidea) rendjébe, ezen belül az elefántalakúak (Elephantiformes) alrendjébe tartozó fosszilis család.
Korában az idetartozó nemeket és fajokat, a rokon és szintén fosszilis Gomphotheriidae családba sorolták be.
A Choerolophodontidae ormányos család fajainak maradványait Afrikában, Anatóliában, a Balkán-félszigeten és Kínában találták meg.

## Rendszerezés
A családba az alábbi 2 nem tartozik:
- †Afrochoerodon Pickford, 2001
- †Choerolophodon Schlesinger, 1917

## Fordítás
- Ez a szócikk részben vagy egészben  a   Choerolophodontidae című angol Wikipédia-szócikk ezen változatának fordításán alapul.  Az eredeti cikk szerkesztőit annak laptörténete sorolja fel. Ez a jelzés csupán a megfogalmazás eredetét és a szerzői jogokat jelzi, nem szolgál a cikkben szereplő információk forrásmegjelöléseként.